# アントワーヌ・ブリザール
アントワーヌ・ブリザール（Antoine Brizard, 1994年5月22日 - ）は、フランスの男子バレーボール選手。フランス代表。

## 来歴

### クラブチーム
ポワチエ出身。2012年、Paris Volleyへ入団し、バレーボール選手としてのキャリアをスタートさせる。3年間在籍し、2012/13、2013/14、2014/15シーズンのフランスリーガAで準優勝した。2014年のCEVカップでは金メダルを獲得した。2015年にSpacer's Toulouse Volleyへ移籍。2016/17シーズンはリーグ準優勝となった。2017年、ポーランドリーグのProjekt Warszawaへ入団し、3年間在籍した。2018/19、2019/20シーズンのポーランドリーグで準優勝した。2020年、ロシアリーグのZenit St. Petersburgへ移籍。2020/21シーズンのロシアスーパーリーグで準優勝した。2021年、イタリアセリエA1のGas Sales Bluenergy Piacenzaに入団した。2021/22シーズンのイタリアセリエAではリーグ5位となり、自身はベストセッターを受賞した。2025年6月、SVリーグの大阪ブルテオンへの入団が発表された。

### 代表チーム
2011年、アンダーカテゴリーの代表としてU-19世界選手権に出場し4位となり、ベストセッター賞を受賞した。2016年、フランス代表に初選出された。同年のワールドリーグでデビューした。2017年のワールドリーグでは金メダルを獲得した。2018年、ネーションズリーグに出場し銅メダルを獲得した。同年9月の世界選手権では7位となった。2021年開催の東京2020オリンピックでは金メダルを獲得した。2022年、ネーションズリーグでは金メダルを獲得した。同年9月の世界選手権に出場した。

## 球歴
- オリンピック - 2021年、2024年
- 世界選手権 - 2018年、2022年
- ネーションズリーグ - 2018年、2019年、2021年、2022年
- ワールドリーグ - 2016年、2017年

## 受賞歴
- 2011年 - U-19世界選手権 ベストセッター
- 2022年 - 2021/22イタリアセリエA1 ベストセッター
- 2024年 - ネーションズリーグ MVP・ベストセッター

## 所属クラブ
- パリ・バレー（2012-2015年）
- Spacer's Toulouse Volley（2015-2017年）
- プロジェクト・ワルシャワ（2017-2020年）
- ゼニト・サンクトペテルブルク（2020-2021年）
- ガス・セールス・ブルーエナジー・ピアチェンツァ（2021-2025年）
- 大阪ブルテオン（2025年-）